# György Kőszegi (allenatore)
György Kőszegi (Budapest, 22 ottobre 1888 – 17 dicembre 1961) è stato un allenatore di calcio e calciatore ungherese.

## Biografia
È il fratello maggiore di Dezső, anche lui ex calciatore e allenatore di calcio.

## Carriera

### Allenatore
Nella stagione 1926-1927 allena la Pistoiese, successivamente il Taranto, la Catanzarese e nell'annata 1939-1940 guida il Padova in Serie B.
Debutta nella gara Padova-Pisa (4-2) del 17 settembre 1939. Siede per l'ultima volta sulla panchina padovana nella partita Pro Vercelli-Padova (2-3) del 16 giugno 1940. Con i biancorossi arriva all'ottavo posto finale.

## Statistiche

### Cronologia presenze e reti in Nazionale
| Cronologia completa delle presenze e delle reti in nazionale ― Ungheria | Cronologia completa delle presenze e delle reti in nazionale ― Ungheria | Cronologia completa delle presenze e delle reti in nazionale ― Ungheria | Cronologia completa delle presenze e delle reti in nazionale ― Ungheria | Cronologia completa delle presenze e delle reti in nazionale ― Ungheria | Cronologia completa delle presenze e delle reti in nazionale ― Ungheria | Cronologia completa delle presenze e delle reti in nazionale ― Ungheria | Cronologia completa delle presenze e delle reti in nazionale ― Ungheria |
| Data                                                                    | Città                                                                   | In casa                                                                 | Risultato                                                               | Ospiti                                                                  | Competizione                                                            | Reti                                                                    | Note                                                                    |
| ----------------------------------------------------------------------- | ----------------------------------------------------------------------- | ----------------------------------------------------------------------- | ----------------------------------------------------------------------- | ----------------------------------------------------------------------- | ----------------------------------------------------------------------- | ----------------------------------------------------------------------- | ----------------------------------------------------------------------- |
| 2-5-1915                                                                | Budapest                                                                | Ungheria                                                                | 2 – 5                                                                   | Austria                                                                 | Amichevole                                                              | -                                                                       |                                                                         |
| Totale                                                                  |                                                                         | Presenze                                                                | 1                                                                       |                                                                         | Reti                                                                    | 0                                                                       |                                                                         |

## Palmarès

### Allenatore

#### Competizioni nazionali
- Coppa Arpinati: 1

Pistoiese: 1927
- Serie C: 1

Anconitana-Bianchi: 1936-1937